# Bekiesza
Bekiesza – wieś w Polsce położona w województwie lubelskim, w powiecie łęczyńskim, w gminie Cyców.
W latach 1975–1998 miejscowość administracyjnie należała do województwa chełmskiego.
Wieś stanowi sołectwo gminy Cyców. Według Narodowego Spisu Powszechnego z roku 2011 wieś liczyła 372 mieszkańców.

## Historia
W spisie z roku 1827 odnotowano Bekieszę jako osadę prywatną posiadającą jeden dom i 7 mieszkańców, natomiast Słownik geograficzny Królestwa Polskiego wymienia Bekieszę w roku 1880 jako osadę leśną w gminie i parafii Olchowiec.